# Assemblea regionale siciliana
L'Assemblea regionale siciliana (ARS) è l'organo legislativo della Regione Siciliana, come previsto dal suo statuto speciale approvato con regio decreto n. 416 del 1946 e poi con legge costituzionale n. 2 del 1948. Ha sede presso il Palazzo Reale in Palermo.
L'ARS è la prima assemblea legislativa di origine elettiva riunitasi in Italia dopo la fine della seconda guerra mondiale ed è l'unica assemblea regionale italiana i cui componenti detengono il titolo di deputato, come stabilito dall'art. 7 dello statuto speciale. L'Assemblea annovera 70 componenti eletti con un mandato di cinque anni; fino al 1971 il mandato era fissato in quattro anni, mentre il numero dei deputati, originariamente fissato in 90, è stato ridotto dalla riforma approvata nel 2012. A partire dal 2001, inoltre, l'Assemblea si rinnova contestualmente all'elezione diretta del presidente della Regione Siciliana.

## Storia

### Il parlamento del Regno di Sicilia
Il Parlamento Siciliano, ritenuto da diversi storici come una delle più antiche assemblee legislative al mondo, nacque come assise itinerante su iniziativa del Gran Conte Ruggero I di Sicilia, che convocò la prima seduta a Mazara del Vallo nel 1097. La prima assise legislativa in senso stretto del Regno di Sicilia furono le Curiae generales, che proclamarono il sovrano Ruggero II di Sicilia nel 1130. Nel 1221 Federico II di Svevia, che già era stato il primo sovrano a permettere l'accesso al Parlamento ad esponenti dei ceti più bassi, istituì l'Assise di Messina, i cui lavori riorganizzarono l'assetto normativo del Regno. Dopo un periodo di declino sotto la dinastia angioina, il Parlamento ebbe un ruolo chiave nel periodo successivo ai Vespri siciliani del 1282, con i parlamentari che scelsero come nuovo re Pietro III d'Aragona; nei secoli seguenti, l'assemblea continuò i suoi lavori sotto le varie dinastie che si sono susseguite. Nel 1812 il Parlamento promulgò la costituzione siciliana, che aboliva il feudalesimo e riorganizzava l'apparato statale di stampo medievale; questa costituzione ebbe, tuttavia, vita breve: nel 1816 Ferdinando I delle Due Sicilie unificò i regni di Sicilia e di Napoli sotto la denominazione di Regno delle Due Sicilie, abrogando la costituzione e dissolvendo il parlamento, che tornò ad operare solo nel 1848, in seguito alla rivoluzione siciliana, restando in carica per poco più di un anno. Nel 1860, in seguito alla spedizione dei Mille, sorse la possibilità di convocare nuovamente un'Assemblea elettiva, ma l'idea venne accantonata in favore del plebiscito.

### La nascita dell'Assemblea
La ricostituzione del parlamento si ebbe con la fine del secondo conflitto mondiale, quando, anche al fine di depotenziare il vasto movimento indipendentista siciliano, fu costituita nel febbraio 1945 la Consulta regionale siciliana. In seno a quest'ultima si insediò una Commissione legislativa (la "Commissione Salemi") che elaborò lo statuto speciale, poi promulgato dal Re Umberto II con Regio Decreto numero 455 del 15 maggio 1946, successivamente convertito in legge costituzionale dall'Assemblea Costituente, che garantì l'autonomia speciale alla Regione siciliana. Rinacque così, dopo le elezioni regionali del 20 aprile 1947, il 25 maggio 1947, come "Assemblea regionale siciliana".

### I primi cinquant'anni

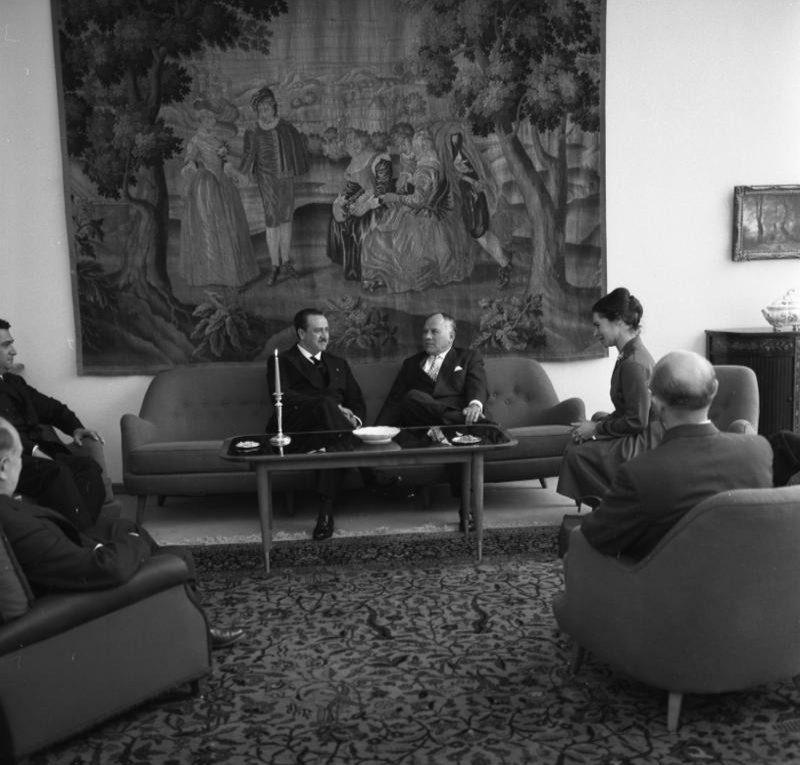
Il presidente dell'ARS, Stagno d'Alcontres, riceve il presidente del Bundestag tedesco Eugen Gerstenmaier nel 1960

L'Assemblea regionale Siciliana è l'assemblea legislativa regionale italiana più importante per poteri e, fino al 1970, data di istituzione dei Consigli delle regioni ordinarie, lo è stata per numero di abitanti amministrati. Nel 1962 sono iniziate le pubblicazioni della rivista ufficiale, Cronache parlamentari siciliane, la cui edizione è curata dal 1997 dalla Fondazione Federico II.
Nel 1997 l'assemblea ha celebrato il suo 900º anniversario dalla prima assise siciliana, nonché il cinquantesimo anniversario della prima seduta.

### Il XXI secolo
Dal 2001, con la riforma del titolo V della Costituzione, il parlamento siciliano non elegge più il presidente della Regione, che viene eletto direttamente dai cittadini.
Il 26 gennaio 2008, per la prima volta nella storia repubblicana, l'assemblea viene sciolta anticipatamente, in seguito alle dimissioni del presidente della Regione Salvatore Cuffaro. Nel 2012 venne nuovamente sciolto anticipatamente, in seguito alle dimissioni del presidente regionale Raffaele Lombardo.
Le sedute d'aula si svolgono nella Sala d'Ercole. Le commissioni legislative permanenti sono sei, cui si aggiungono quella dedicata alle attività europee e quella antimafia, costituita ad ogni legislatura, oltre ad eventuali commissioni speciali con un mandato temporaneo.

## Sede

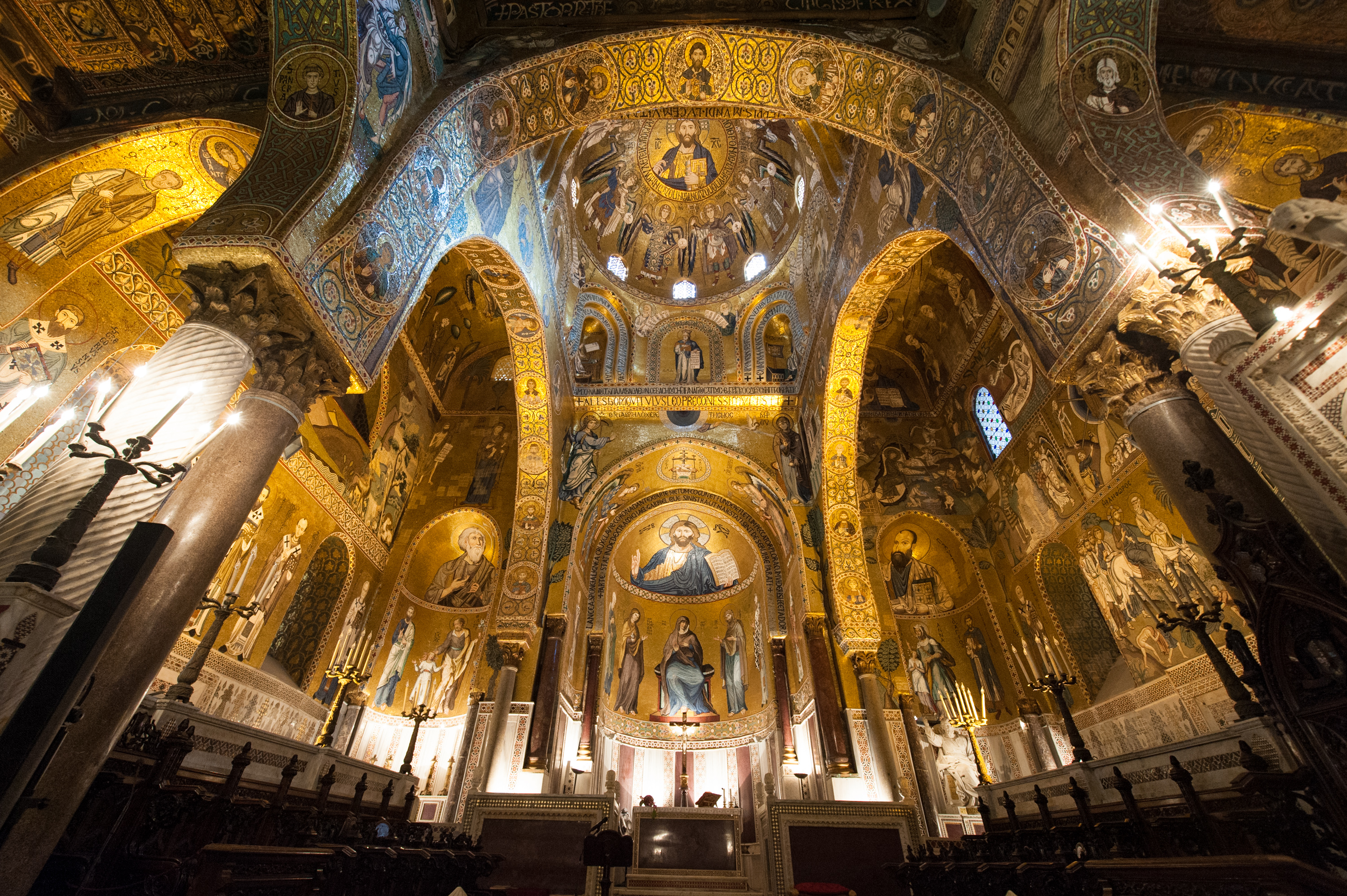
La Cappella Palatina.

L'assemblea ha la sua sede a Palermo, nell'antico palazzo reale, costruito nell'XI secolo su iniziativa della Dinastia regnante degli Altavilla, e oggetto di diversi interventi di ampliamento e risistemazione. Il palazzo ha ospitato i sovrani del Regno di Sicilia, compreso lo Stupor Mundi Federico II, i viceré di Sicilia e infine, a periodi alterni, i sovrani borbonici. Degna di nota è la Cappella palatina, situata al suo interno e caratterizzata dai mosaici.
I servizi turistici del palazzo e della Cappella palatina sono affidati alla Fondazione Federico II, mentre la restante parte della gestione dei servizi per l'esercizio delle funzioni rappresentative è disciplinata dai regolamenti di autorganizzazione dell'Assemblea.
Altre sedi
- Chiesa di Sant'Elena e Costantino - è sede dell'Archivio storico parlamentare della Sicilia e del Centro di informazione e documentazione istituzionale.
- Palazzo ex Ministeri (in restauro)
- Palazzo Minoriti (Catania) - sede decentrata

## Sistema elettorale

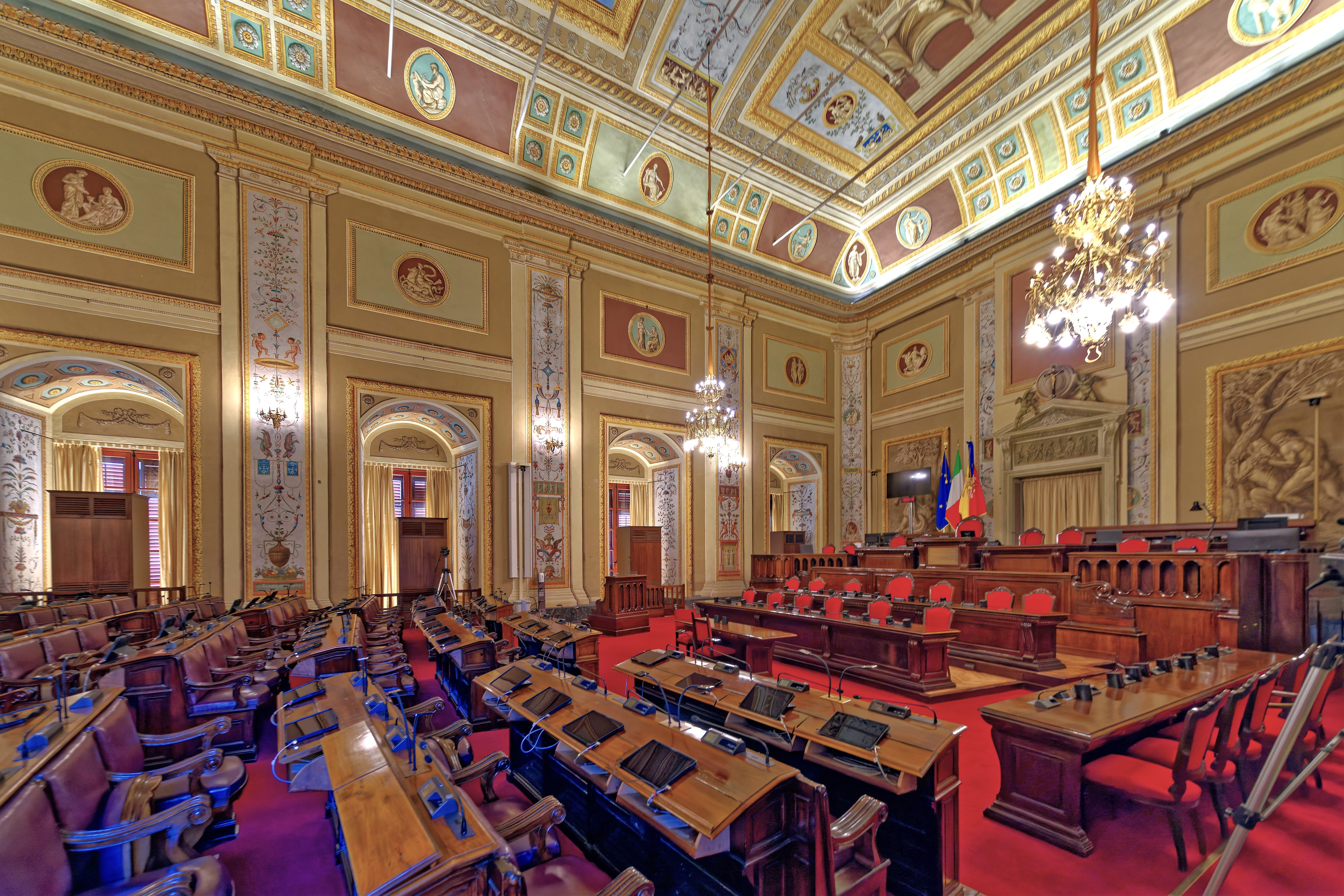
Sala d'Ercole, dove hanno luogo le sedute dell'assemblea

Dal 1947 al 1996 (l'ultima legge elettorale fu del 1951) si è votato per l'elezione dei 90 deputati regionali con il sistema proporzionale sulla base dei nove collegi provinciali, mentre il presidente della regione e gli assessori venivano eletti in aula dai deputati. Nel 2001 è stata inserita l'elezione diretta del presidente della Regione Siciliana, e si è applicata in via transitoria la Legge Tatarella per eleggere 72 deputati nei collegi provinciali, 18 nel listino del presidente eletto e uno per il secondo classificato tra i candidati presidente, e lo sbarramento al 4%.
Una nuova legge elettorale è stata approvata nel 2005 sulla base di una significativa variante della Legge Tatarella. La legge elettorale usa un sistema elettorale misto in cui:
- 80 deputati su 90 sono scelti tramite sistema proporzionale in collegi provinciali, con il metodo dei più alti resti e voto di preferenza, con uno sbarramento elettorale al 5% su base regionale per ciascun partito;
- i seggi proporzionali sono distribuiti unicamente a livello provinciale;
- la distribuzione a livello provinciale (proporzionale alla popolazione e quindi variabile ogni legislatura) è di: 7 seggi per la provincia di Agrigento, 4 per Caltanissetta, 17 per Catania, 3 per Enna, 11 per Messina, 20 per Palermo, 5 per Ragusa, 6 per Siracusa, 7 per Trapani;
- fino a 9 deputati (tra cui il Presidente) sono eletti con il listino regionale del candidato presidente per raggiungere la soglia di 54 seggi di maggioranza;
- 1 deputato è riservato al candidato presidente non eletto più votato.

### Sistema attuale
Con la modifica dello statuto speciale con la legge costituzionale n.2 del 2013, dalle elezioni regionali del 2017 i deputati regionali scendono a 70, di cui:
- 62 deputati su 70 sono scelti tramite sistema proporzionale in collegi provinciali, con il metodo dei più alti resti e voto di preferenza, con uno sbarramento elettorale al 5% su base regionale per ciascun partito;
  - i seggi proporzionali sono distribuiti unicamente a livello provinciale;
  - la distribuzione a livello provinciale (proporzionale alla popolazione e quindi variabile ogni legislatura) è di: 6 seggi per la provincia di Agrigento, 3 per Caltanissetta, 13 per Catania, 2 per Enna, 8 per Messina, 16 per Palermo, 4 per Ragusa, 5 per Siracusa, 5 per Trapani;
- 7 deputati (tra cui il Presidente) sono eletti con il listino regionale del candidato presidente. Se la maggioranza raggiunge la soglia di 42 seggi questi non scattano, o scattano fino a 42;
- 1 deputato è riservato al candidato presidente non eletto più votato.[13].

| AG | CL | CT | EN | ME | PA | RG | SR | TP | listino regionale | miglior candidato non eletto | totale |
| -- | -- | -- | -- | -- | -- | -- | -- | -- | ----------------- | ---------------------------- | ------ |
| 6  | 3  | 13 | 2  | 8  | 16 | 4  | 5  | 5  | 7                 | 1                            | 70     |

## Regolamenti dell'Assemblea
Poiché lo Statuto, norma di rango costituzionale, pone una riserva regolamentare in favore dell'Assemblea per i profili attinenti alla sua organizzazione interna (art. 4), i regolamenti dell'Assemblea si collocano, nell'ambito della gerarchia delle fonti, a livello di fonte primaria. La Corte costituzionale, tuttavia, ebbe occasione di precisare, seppur con specifico riferimento alla possibilità per il suddetto Regolamento interno di prevedere deroghe alla tutela giurisdizionale di cui all'art. 24 Cost., che, «come all'Assemblea regionale siciliana non può attribuirsi la stessa posizione costituzionale delle Camere, così al potere regolamentare ad essa conferito dall'art. 4 dello Statuto siciliano non può riconoscersi la stessa sfera di effetti che si attribuiscono al potere regolamentare che a ciascuna delle due Camere deriva dall'art. 64 della Costituzione [...]  Pervenendo a queste conclusioni non si nega all'Assemblea regionale siciliana l'indipendenza nella misura necessaria ad assicurare il libero esercizio delle sue funzioni legislative e politiche: il potere di regolamento, infatti, offre la possibilità di dettare norme di organizzazione dei servizi e degli uffici e di disciplina dei rapporti coi dipendenti secondo l'autonomo apprezzamento che l'Assemblea fa delle proprie esigenze, ed il sindacato giurisdizionale sulla conformità dei singoli atti a queste norme non appare in verità tale da turbare quella libertà» (Corte cost. 66/1964).

## Legislature
Dal 25 maggio 1947 ad oggi si sono susseguite XVIII legislature, inizialmente della durata quadriennale, mentre dal 1971 quinquennale, adeguandosi alle regioni ordinarie, costituite nel 1970.
La XIV legislatura per la prima volta si è conclusa anticipatamente dopo solo due anni, nel 2008, a causa delle dimissioni del presidente della regione Salvatore Cuffaro.

## Composizione
Dal 1947 al 2017 l'assemblea è stata composta da 90 deputati; dalle elezioni del 2017 il loro numero, per effetto di una modifica costituzionale allo statuto, è stato ridotto a 70, eletti a suffragio universale diretto dagli elettori siciliani ogni cinque anni. Si riunisce nella "sala d'Ercole" all'interno del palazzo dei Normanni di Palermo.
L'attuale Assemblea è stata eletta il 25 settembre 2022 contemporaneamente al presidente della Regione Renato Schifani, che ha ottenuto il 42,0% dei voti a capo di una coalizione di centro-destra composta da Forza Italia, Fratelli d'Italia, Prima l'Italia - Salvini Premier, Nuova Democrazia Cristiana, Cantiere Popolare e Movimento per le Autonomie.
Il presidente dell'Ars in carica è Gaetano Galvagno (Fratelli d'Italia), eletto dai deputati regionali il 10 novembre 2022. I vicepresidenti sono Nunzio Di Paola (Movimento 5 Stelle) e Luisa Lantieri (Forza Italia), eletti dai deputati regionali il 16 novembre 2022.

### Gruppi parlamentari XVIII legislatura
| Gruppo             | Gruppo                                | Gruppo |
| ------------------ | ------------------------------------- | ------ |
|                    | Forza Italia                          | 14     |
|                    | Fratelli d'Italia                     | 12     |
|                    | Democrazia Cristiana                  | 7      |
|                    | Prima l'Italia - Lega Salvini Premier | 5      |
|                    | Popolari e Autonomisti                | 4      |
|                    | Gruppo misto                          | 2      |
| TOTALE MAGGIORANZA | TOTALE MAGGIORANZA                    | 44     |
|                    | Movimento Cinque Stelle               | 11     |
|                    | Partito Democratico                   | 11     |
|                    | Sud chiama Nord                       | 3      |
|                    | Gruppo misto                          | 1      |
| TOTALE OPPOSIZIONE | TOTALE OPPOSIZIONE                    | 26     |

### Componenti nella XVIII legislatura
| Gruppo parlamentare             | Gruppo parlamentare                   | Membro                              | Preferenze        | Circoscrizione                                                        | Note                                                   |
| ------------------------------- | ------------------------------------- | ----------------------------------- | ----------------- | --------------------------------------------------------------------- | ------------------------------------------------------ |
|                                 | Forza Italia                          | Renato Schifani                     | Listino regionale | Listino regionale                                                     | Presidente della Regione Siciliana                     |
| Riccardo Antonio Gallo Afflitto | Forza Italia                          | Deputato Segretario                 | Listino regionale | Listino regionale                                                     |                                                        |
| Edmondo Tamajo                  | Forza Italia                          | 21.765                              | Palermo           | Assessore Regionale alle attività produttive                          |                                                        |
| Marco Intravaia                 | Forza Italia                          | 9.681                               | Palermo           | [ N 1 ]                                                               |                                                        |
| Nicola D'Agostino               | Forza Italia                          | 9.543                               | Catania           |                                                                       |                                                        |
| Gaspare Vitrano                 | Forza Italia                          | 8.517                               | Palermo           |                                                                       |                                                        |
| Michele Mancuso                 | Forza Italia                          | 8.289                               | Caltanissetta     |                                                                       |                                                        |
| Riccardo Gennuso                | Forza Italia                          | 7.025                               | Siracusa          |                                                                       |                                                        |
| Salvatore Tomarchio             | Forza Italia                          | 7.017                               | Catania           |                                                                       |                                                        |
| Luisa Annunziata Lantieri       | Forza Italia                          | 7.014                               | Enna              | Vice-presidente dell'Assemblea regionale                              |                                                        |
| Bernardette Felice Grasso       | Forza Italia                          | 6.495                               | Messina           |                                                                       |                                                        |
| Stefano Pellegrino              | Forza Italia                          | 5.462                               | Trapani           | Capogruppo                                                            |                                                        |
| Margherita La Rocca Ruvolo      | Forza Italia                          | 4.458                               | Agrigento         |                                                                       |                                                        |
| Alessandro De Leo               | Forza Italia                          | 3.700                               | Messina           | [ N 2 ]                                                               |                                                        |
|                                 | Fratelli d'Italia                     | Elvira Amata                        | Listino regionale | Listino regionale                                                     | Assessore Regionale al turismo, sport e spettacolo     |
| Gaetano Galvagno                | Fratelli d'Italia                     | Presidente dell'Assemblea Regionale | Listino regionale | Listino regionale                                                     |                                                        |
| Alessandro Aricò                | Fratelli d'Italia                     | 11.515                              | Palermo           | Assessore Regionale alle infrastrutture e alla mobilità               |                                                        |
| Letterio Dario Daidone          | Fratelli d'Italia                     | 11.132                              | Catania           |                                                                       |                                                        |
| Fabrizio Ferrara                | Fratelli d'Italia                     | 10.535                              | Palermo           |                                                                       |                                                        |
| Giuseppe Zitelli                | Fratelli d'Italia                     | 9.422                               | Catania           |                                                                       |                                                        |
| Giuseppe Galluzzo               | Fratelli d'Italia                     | 8.877                               | Messina           | Deputato Segretario                                                   |                                                        |
| Giuseppa Savarino               | Fratelli d'Italia                     | 7.172                               | Agrigento         | Assessore Regionale al territorio e all'ambiente                      |                                                        |
| Giorgio Assenza                 | Fratelli d'Italia                     | 6.374                               | Ragusa            | Capogruppo                                                            |                                                        |
| Alessandro Porto                | Fratelli d'Italia                     | 4.753                               | Catania           |                                                                       |                                                        |
| Giuseppe Bica                   | Fratelli d'Italia                     | 3.239                               | Trapani           |                                                                       |                                                        |
| Salvatore Scuvera               | Fratelli d'Italia                     | 2.633                               | Caltanissetta     |                                                                       |                                                        |
|                                 | Prima l'Italia - Lega Salvini Premier | Luca Sammartino                     | 21.017            | Catania                                                               | [ N 4 ]                                                |
| Girolamo Turano                 | Prima l'Italia - Lega Salvini Premier | 7.145                               | Trapani           | Assessore regionale all'istruzione e alla formazione professionale    |                                                        |
| Vincenzo Figuccia               | Prima l'Italia - Lega Salvini Premier | 6.945                               | Palermo           | Deputato questore                                                     |                                                        |
| Giuseppe Laccoto                | Prima l'Italia - Lega Salvini Premier | 4.772                               | Messina           | Vice-capogruppo                                                       |                                                        |
| Salvatore Geraci                | Prima l'Italia - Lega Salvini Premier | 4.202                               | Palermo           | Capogruppo                                                            |                                                        |
|                                 | Democrazia Cristiana                  | Serafina Marchetta                  | Listino Regionale | Listino Regionale                                                     | Deputato Segretario                                    |
| Ignazio Abbate                  | Democrazia Cristiana                  | 12.525                              | Ragusa            | Vice-capogruppo                                                       |                                                        |
| Carmelo Pace                    | Democrazia Cristiana                  | 8.234                               | Agrigento         | Capogruppo                                                            |                                                        |
| Nunzia Albano                   | Democrazia Cristiana                  | 5.968                               | Palermo           | Assessore Regionale alla famiglia, alle politiche sociali e al lavoro |                                                        |
| Andrea Barbaro Messina          | Democrazia Cristiana                  | 3.691                               | Catania           | Assessore alle autonomie locali e alla funzione pubblica              |                                                        |
| Carlo Auteri                    | Democrazia Cristiana                  | 3.412                               | Siracusa          | [ N 6 ]                                                               |                                                        |
| Salvatore Giuffrida             | Democrazia Cristiana                  | 2.797                               | Catania           | [ N 7 ]                                                               |                                                        |
|                                 | Popolari e Autonomisti                | Giuseppe Geremia Lombardo           | Listino Regionale | Listino Regionale                                                     | Vice-capogruppo e Presidente del collegio dei questori |
| Giovanni Roberto Di Mauro       | Popolari e Autonomisti                | 8.080                               | Agrigento         | Capogruppo                                                            |                                                        |
| Giuseppe Carta                  | Popolari e Autonomisti                | 7.003                               | Siracusa          |                                                                       |                                                        |
| Ludovico Balsamo                | Popolari e Autonomisti                | 4.838                               | Catania           | [ N 9 ]                                                               |                                                        |
|                                 | Gruppo Misto                          | Maria Anna Caronia                  | Listino regionale | Listino regionale                                                     | [ N 10 ]                                               |
| Gianfranco Miccichè             | Gruppo Misto                          | 6.817                               | Palermo           | Capogruppo                                                            |                                                        |

| Gruppo parlamentare  | Gruppo parlamentare | Membro             | Preferenze                          | Circoscrizione                                   | Note       |
| -------------------- | ------------------- | ------------------ | ----------------------------------- | ------------------------------------------------ | ---------- |
|                      | Movimento 5 Stelle  | Adriano Varrica    | 5.857                               | Palermo                                          |            |
| Luigi Sunseri        | Movimento 5 Stelle  | 4.102              | Palermo                             |                                                  |            |
| Nunzio Di Paola      | Movimento 5 Stelle  | 3.889              | Caltanissetta                       | Vice-presidente vicario dell'Assemblea regionale |            |
| Stefania Campo       | Movimento 5 Stelle  | 3.776              | Ragusa                              |                                                  |            |
| Jose Marano          | Movimento 5 Stelle  | 3.657              | Catania                             |                                                  |            |
| Angelo Cambiano      | Movimento 5 Stelle  | 3.654              | Agrigento                           |                                                  |            |
| Carlo Gilistro       | Movimento 5 Stelle  | 2.720              | Siracusa                            |                                                  |            |
| Roberta Schillaci    | Movimento 5 Stelle  | 2.687              | Palermo                             | Vice-Capogruppo                                  |            |
| Antonino De Luca     | Movimento 5 Stelle  | 2.248              | Messina                             | Capogruppo                                       |            |
| Cristina Ciminnisi   | Movimento 5 Stelle  | 2.088              | Trapani                             |                                                  |            |
| Erminia Lidia Adorno | Movimento 5 Stelle  | 1.854              | Catania                             |                                                  |            |
|                      | Partito Democratico | Sebastiano Venezia | 12.534                              | Enna                                             |            |
| Michele Catanzaro    | Partito Democratico | 7.945              | Agrigento                           | Capogruppo                                       |            |
| Emanuele Dipasquale  | Partito Democratico | 7.277              | Ragusa                              | Deputato questore                                |            |
| Valentina Chinnici   | Partito Democratico | 7.089              | Palermo                             |                                                  |            |
| Dario Safina         | Partito Democratico | 5.412              | Trapani                             |                                                  |            |
| Giovanni Burtone     | Partito Democratico | 5.203              | Catania                             |                                                  |            |
| Tiziano Fabio Spada  | Partito Democratico | 5.152              | Siracusa                            |                                                  |            |
| Antonino Cracolici   | Partito Democratico | 4.663              | Palermo                             |                                                  |            |
| Calogero Leanza      | Partito Democratico | 4.442              | Messina                             |                                                  |            |
| Mario Giambona       | Partito Democratico | 4.280              | Palermo                             | Vice-capogruppo                                  |            |
| Ersilia Saverino     | Partito Democratico | 3.897              | Catania                             |                                                  |            |
|                      | Sud Chiama Nord     | Cateno De Luca     | Candidato presidente giunto secondo | Candidato presidente giunto secondo              | Capogruppo |
| Matteo Sciotto       | Sud Chiama Nord     | 6.792              | Messina                             | Deputato Segretario                              |            |
| Giuseppe Lombardo    | Sud Chiama Nord     | 4.238              | Messina                             |                                                  |            |
|                      | Gruppo Misto        | Ismaele La Vardera | 6.733                               | Palermo                                          | [ N 12 ]   |

1. ↑  Iscritto al gruppo "Fratelli d'Italia" dall'10 novembre 2022 al 19 giugno 2024. Iscritto al Gruppo Misto dal 19 giugno 2024 al 17 settembre 2024.
2. ↑  Iscritto al gruppo "Sicilia Vera" dall'11 novembre 2022 al 16 ottobre 2023. Iscritto al gruppo "Sud chiama Nord" dal 17 ottobre 2023 al 6 maggio 2024. Iscritto al Gruppo Misto dal 7 maggio 2024 al 17 settembre 2024.
3. ↑  Dal 15 novembre 2022 al 22 gennaio 2023 Assessore Regionale ai beni culturali e all'identità siciliana
4. ↑  Dal 15 novembre 2022 al 15 aprile 2024 Vice-presidente della Regione Siciliana e Assessore all'Agricoltura e alla Pesca mediterranea
5. ↑  Iscritto al gruppo "Sicilia Vera" dall'11 novembre 2022 all'8 agosto 2023.
6. ↑  Iscritto al gruppo "Fratelli d'Italia" dal 18 gennaio 2023 al 19 febbraio 2025; iscritto al gruppo misto dal 20 febbraio 2025 al 3 marzo 2025
7. ↑  Iscritto al gruppo Misto dal 28 febbraio 2024 al 2 aprile 2024; iscritto al gruppo Democrazia Cristiana dal 3 aprile 2024 al 21 gennaio 2025; temporaneamente decaduto dalla carica dal 21 gennaio 2025 al 20 maggio 2025
8. ↑  Assessore Regionale all'energia e ai servizi di pubblica utilità dal 22 novembre 2022 al 14 aprile 2025
9. ↑  Iscritto al gruppo "Sud chiama Nord" dall'11 novembre 2022 al 22 luglio 2024
10. ↑  Iscritta al gruppo "Prima l'Italia - Lega per Salvini Premier" dal 10 novembre 2022 al 12 dicembre 2024
11. ↑  Iscritto al gruppo "Forza Italia" dal 15 novembre 2022 al 12 gennaio 2023
12. ↑  Iscritto al gruppo "Sud chiama Nord" dall'11 novembre 2022 al 13 ottobre 2024

## Presidenti

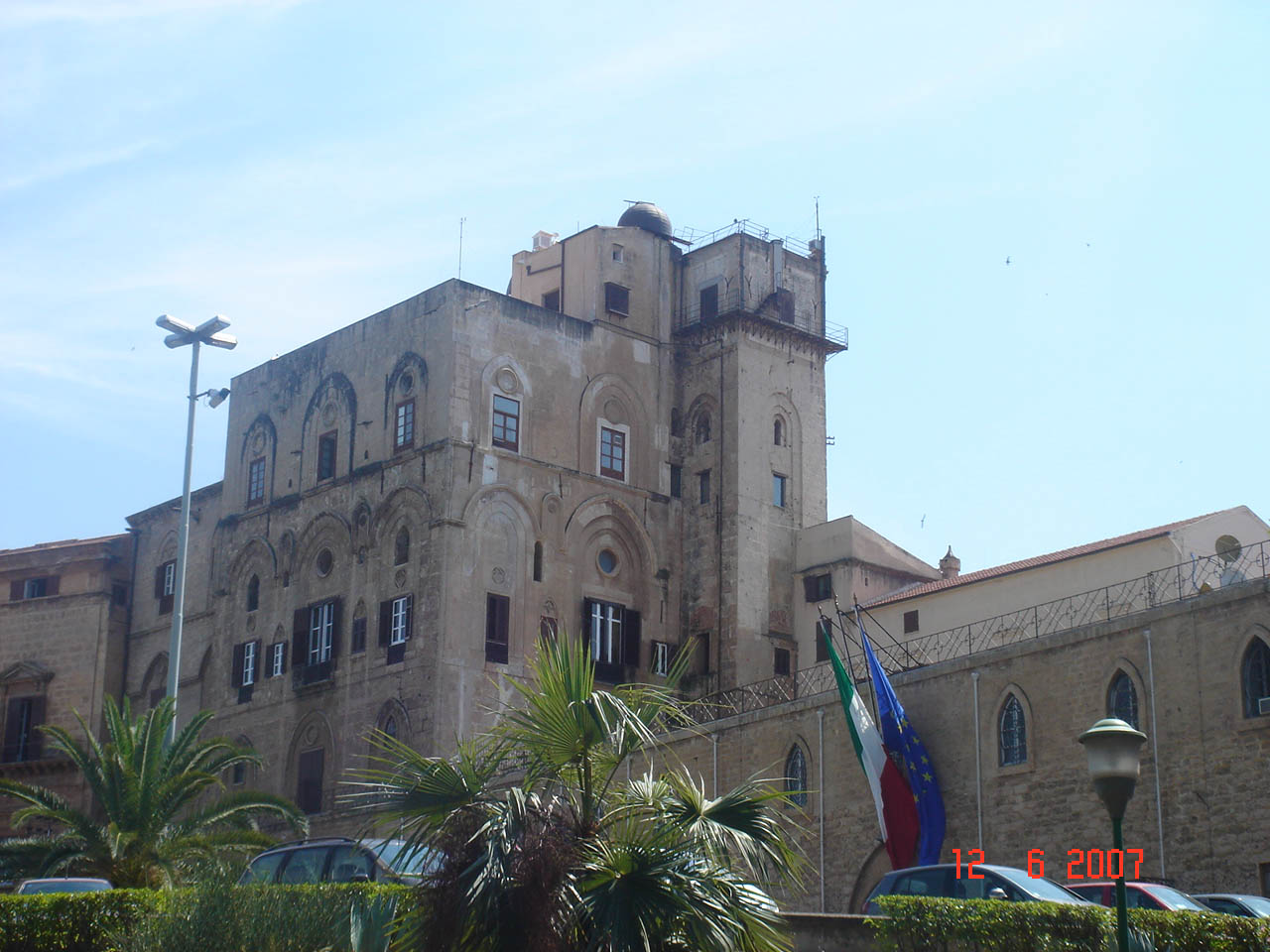
La Torre Pisana, sede della Presidenza dell'Assemblea.

Di seguito la lista dei Presidenti dell'Assemblea dal 1947 ad oggi:
| Legislatura | Presidente                    | Partito                          | Partito                     | Periodo                             |
| ----------- | ----------------------------- | -------------------------------- | --------------------------- | ----------------------------------- |
| I           | Ettore Cipolla                |                                  | Fronte dell'Uomo Qualunque  | 30 maggio 1947 - 5 giugno 1951      |
| II          | Giulio Bonfiglio              |                                  | Democrazia Cristiana        | 3 luglio 1951 - 20 marzo 1955       |
| III         | Giuseppe La Loggia            | 5 giugno 1955 - 4 aprile 1956    | Democrazia Cristiana        |                                     |
| III         | Giuseppe Alessi               | 5 aprile 1956 - 7 giugno 1959    | Democrazia Cristiana        |                                     |
| IV          | Ferdinando Stagno d'Alcontres | 9 giugno 1959 - 9 giugno 1963    | Democrazia Cristiana        |                                     |
| V           | Rosario Lanza                 | 9 giugno 1963 - 11 giugno 1967   | Democrazia Cristiana        |                                     |
| VI          | Rosario Lanza                 | 12 giugno 1967 - 13 giugno 1971  | Democrazia Cristiana        |                                     |
| VII         | Angelo Bonfiglio              | 13 giugno 1971 - 9 aprile 1974   | Democrazia Cristiana        |                                     |
| VII         | Mario Fasino                  | 10 aprile 1974 - 20 giugno 1976  | Democrazia Cristiana        |                                     |
| VIII        | Pancrazio De Pasquale         |                                  | Partito Comunista Italiano  | 21 giugno 1976 - 2 marzo 1979       |
| VIII        | Michelangelo Russo            | 3 maggio 1979 - 22 giugno 1981   | Partito Comunista Italiano  |                                     |
| IX          | Salvatore Lauricella          |                                  | Partito Socialista Italiano | 21 giugno 1981 - 22 giugno 1986     |
| X           | Salvatore Lauricella          | 23 giugno 1986 - 16 giugno 1991  | Partito Socialista Italiano |                                     |
| XI          | Paolo Piccione                | 17 luglio 1991 - 9 novembre 1993 | Partito Socialista Italiano |                                     |
| XI          | Angelo Capitummino            |                                  | Democrazia Cristiana        | 10 dicembre 1993 - 16 giugno 1996   |
| XII         | Nicolò Cristaldi              |                                  | Alleanza Nazionale          | 16 giugno 1996 - 24 giugno 2001     |
| XIII        | Guido Lo Porto                | 24 giugno 2001 - 9 giugno 2006   | Alleanza Nazionale          |                                     |
| XIV         | Gianfranco Miccichè           |                                  | Forza Italia                | 29 giugno 2006 - 23 maggio 2008     |
| XV          | Francesco Cascio              |                                  | Il Popolo della Libertà     | 23 maggio 2008 - 5 dicembre 2012    |
| XVI         | Giovanni Ardizzone            |                                  | Unione di Centro            | 5 dicembre 2012 - 15 dicembre 2017  |
| XVII        | Gianfranco Miccichè           |                                  | Forza Italia                | 16 dicembre 2017 - 10 novembre 2022 |
| XVIII       | Gaetano Galvagno              |                                  | Fratelli d'Italia           | dal 10 novembre 2022                |

## Biblioteca
La Biblioteca ed emeroteca dell'Ars venne istituita nel 1949, e possiede oggi circa 120.000 documenti tra monografie (circa 60.000), riviste (1.350 di cui 350 correnti) e giornali (circa 200, di cui 25 correnti). La Biblioteca è al servizio dell'Assemblea e dei deputati e ha il fine di fornire loro gli strumenti culturali per l'espletamento della loro attività istituzionale. Il volume più antico è un testo del 1591, Historie et descrittione del regno di Sicilia, di Gioseppe Carneuale diuise in due libri.
È presente un Archivio della storia del Parlamento Siciliano e vi si conserva il fondo archivistico dell'Assemblea.

## Simbolo

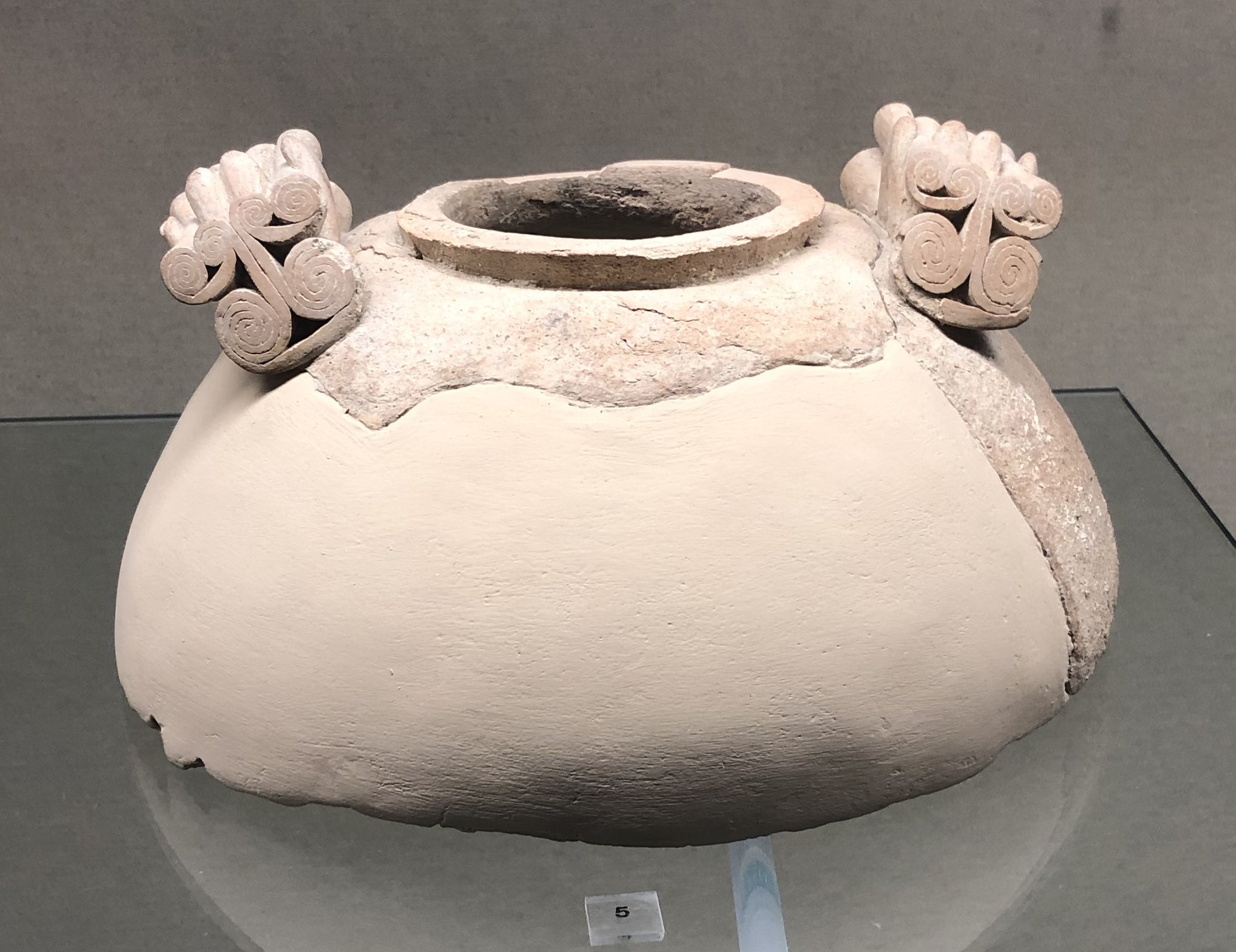
Il vaso che ha ispirato il logo, esposto al Museo Paolo Orsi di Siracusa.

Il simbolo dell'ARS, scelto nel 2006 dall'allora presidente Miccichè, con la sua particolare forma a spirali ha una precisa provenienza ed è legato alla forma del decoro sull'impugnatura di un'olla del neolitico (fine V millennio a.C.) rinvenuto a Paternò e appartenente alla cultura di Serra d'Alto. Il vaso è esposto presso il Museo archeologico regionale Paolo Orsi di Siracusa.